# Lietuvos rytas
Lietuvos rytas (lit. für Litauens Morgen) ist die nach Leserzahl größte Tageszeitung in Litauen. Im März 2002 erreichte eine Ausgabe 25,22 Prozent der Leserschaft (703.240 Leser, Menschen im Alter von 15 bis 75 Jahren).  Die Auflage variiert nach Wochentag und reicht von 65.000 am Montag bis 165.000 am Samstag. Sonntags erscheint die Zeitung nicht. Sie wird vom UAB „Lietuvos rytas“ herausgegeben.
Die Zeitung erscheint seit 1990 unter dem heutigen Namen als direkter Nachfolger der Komjaunimo tiesa, der litauischen Version der  Komsomolskaja Prawda, herausgegeben in der Sowjetunion. 2000 beschäftigte UAB Lietuvos rytas 1092 Mitarbeiter.
Chefredakteur ist Gedvydas Vainauskas.

## Ehemalige Mitarbeiter
- Gintautas Iešmantas (1930–2016), Politiker und Schriftsteller
- Mečys Laurinkus (* 1951), Diplomat
- Linas Antanas Linkevičius (*  1961), Politiker und Diplomat
- Vytautas Antanas Matulevičius (* 1952), Journalist
- Alvydas Medalinskas (* 1963), Politiker und Journalist
- Marijonas Mikutavičius (* 1971), Sänger, Musiker und Songwriter
- Rimvydas Valatka, stellvertretender Chefredakteur, Chefredakteur von Lrytas.lt (Onlineversion der Tageszeitung)
- Valdas Vasiliauskas (* 1951), Journalist
- Domininkas Velička (1940–2022), Önologe